# 위화 (꽃)

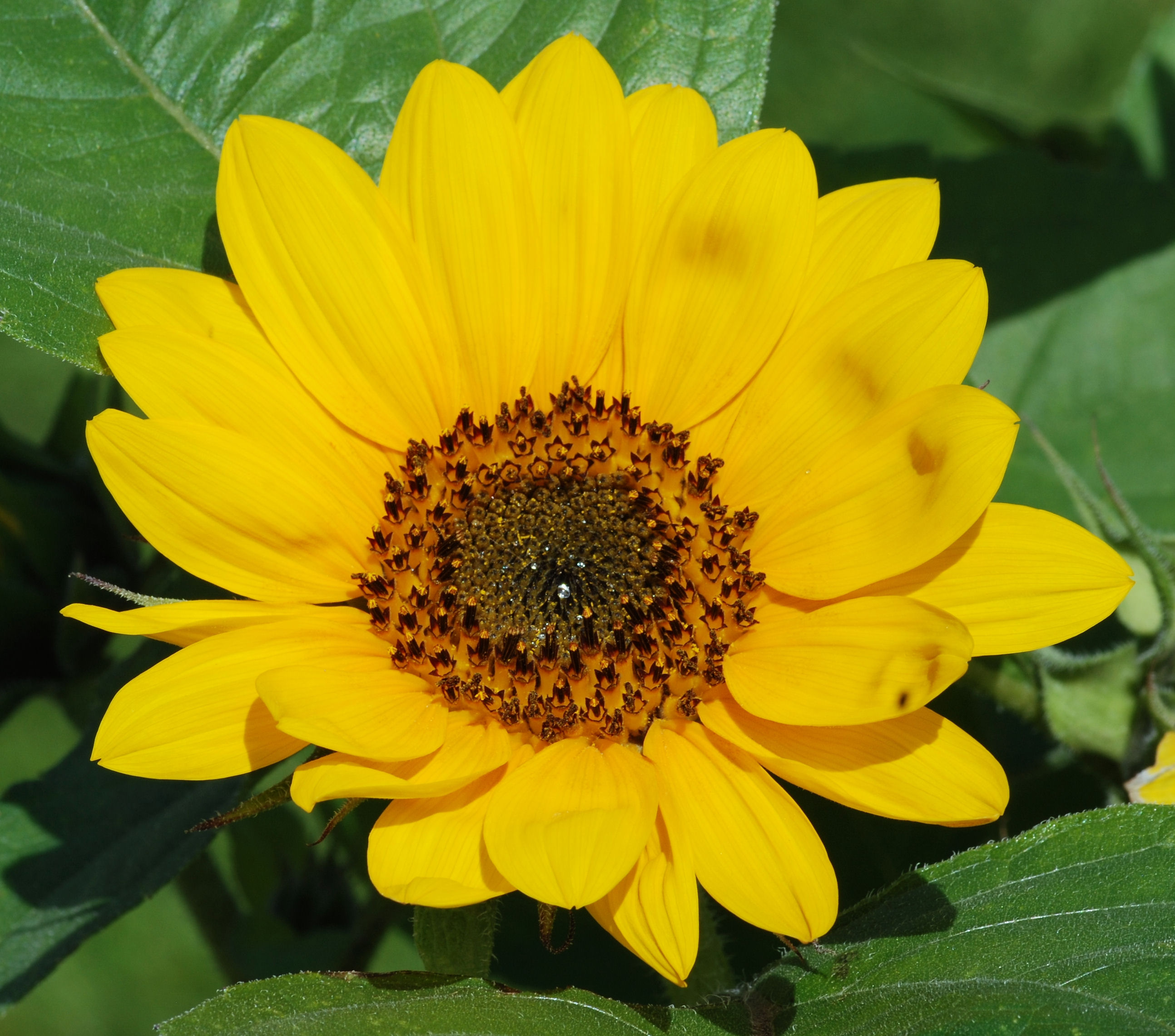
해바라기의 위화

위화(僞花, Pseudanthium)는 특이한 꽃차례의 일종으로, 복수의 꽃이 모여서 꽃차례를 이룬 것이 하나된 것처럼 보이는 것을 말한다.